# Стельмах Сергій Петрович
Сергі́й Петро́вич Сте́льмах (*11 березня 1961, м. Київ, Україна) — український історик, доктор історичних наук (2005), професор (2008). Провідний науковий співробітник Київського національного університету імені Тараса Шевченка. Фахівець з історії Центральної та Східної Європи, германістики, історичної науки, епістемологічних проблем історії, розвитку теорії і методології історії в Україні, теоретико-методологічних новацій в сучасній зарубіжній історіографії, історії освіти в Україні, культури політики пам'яті. Головний редактор наукового журналу «Історія та історіографія в Європі».

## Життєпис
- 1982—1988 рр. навчався на історичному факультеті Київського державного університету ім. Т. Г. Шевченка, який закінчив із відзнакою.
- 1988—1989 рр. працював вчителем історії в середній школі й науковим співробітником лабораторії методики викладання історії у Науково-дослідному інституті педагогіки УРСР.
- 1989—1991 рр. навчався в аспірантурі Київського державного університету ім. Т. Г. Шевченка.
- 1991 р. під керівництвом проф. Я.М. Серіщева захистив кандидатську дисертацію «Політика самодержавства в галузі народної освіти на Україні в 60-90-х роках ХІХ століття».
- 1992—2017 рр. викладав на кафедрі історії Росії Київського університету (асистент — від 1992 р., доцент — від 1996 р., професор — від 2008 р.). Читав нормативні курси «Теорія, методологія та організація історичних досліджень», «Світова історична наука в ХХ — на початку ХХІ ст.», курси вільного вибору студента «Історія історичної науки в Росії та слов'янських народів», «Війни пам'яті в Європі (ХХ — початку ХХІ століття)» для студентів магістратури та нормативний курс «Вступ до історії» для студентів бакалаврату.
- 1995 р. та 1998—1999 рр. запрошений дослідник в Universität zu Köln (Німеччина, Кельн).
- 2000—2005 рр. читав курси з методології історії та історії історичної науки в Національному університеті «Києво-Могилянська академія».
- 2001—2003 рр. керівник спільного українсько-німецького проекту «Інтернаціональні впливи — національні традиції: Українська та німецька історичні науки у ХХ ст.».
- 2002 р. запрошений дослідник в Universität Leipzig (Німеччина, Лейпциг).
- 2002 р. запрошений дослідник в Martin Luther Universität Halle-Wittenberg (Німеччина, Галле).
- 2005 р. захистив докторську дисертацію на тему «Історична думка і методологія історії в Україні (ХІХ — початку ХХ століття)».
- 2017—2019 рр. працював головним науковим співробітником науково-дослідної частини Київського національного університету імені Тараса Шевченка на історичному факультеті.
- З 2019 р. провідний науковий співробітник на Філософському факультеті, науковий керівник теми «Імперіалізм, націоналізм, ксенофобія і толерантність у Східній Європі в ХХ — ХХІ століттях».
- 2019 р. запрошений дослідник в Leibniz-Institut für Ost-und Südosteuropaforschung (Німеччина, Регенбург).

## Премії та відзнаки
- 2002 р. стипендіат німецького фонду Deutscher Akademischer Austauschdienst.
- 1998 р. стипендіат німецького фонду Union der deutschen Akademien der Wissenschaften.
- 1997 р. лауреат 4-го конкурсу наукових проектів Московського наукового фонду і Фонду Форда (США).
- 1996 р. лауреат 3-го конкурсу наукових проектів Московського наукового фонду і Фонду Форда (США).
- 1995 р. стипендіат німецького фонду Volkswagen-Stiftung.

## Організатор освітніх та наукових проектів
- 2020 міжнародний семінар «Практики національного будівництва в політичних суспільствах Східної Європи у ХХ столітті».
- 2019 міжнародний семінар «Трансфер націоналізму в Східній Європі в ХХ-ХХІ століттях».
- 2019 міжнародний семінар «Толерантність, нетерпимість та ксенофобія в імперських контекстах Східної Європи в ХХ-ХХІ століття».
- 2018 міжнародний семінар «національні ідеології і практики в імперських „периферіях“ Східної Європи в транснаціональному вимірі».
- 2018 міжнародний семінар «націоналізм, ксенофобія і толерантність у Східній Європі: витоки, ідеологія, соціальна структура».
- 2017 міжнародний методологічно-науковий семінар «Конкуруючі наративи національних історіографій».
- 2017 міжнародний методологічно-науковий семінар «Публічна історія та історична культура».
- 2017 міжнародний методологічно-науковий семінар «Глобальна і транснаціональна історія».
- 2016 «Історична політика, політика пам'яті VS історія культур пам'яті: європейський досвід і український вимір».
- 2015 міжнародна конференція «Україна в ХХ-ХХІ століттях: на шляху гідності і свободи».

## Основні публікації

### Монографії
- Україна в культурному та політичному просторі Європи (нариси історії): монографія / О. П. Машевський, С. П. Стельмах та ін.; за ред. О. П. Машевського та С. П. Стельмаха. Історичний ф-т КНУ імені Тараса Шевченка. 2018. 319 с.
- Історична наука в Україні епохи класичного історизму XIX — початок XX століття: монографія. Київ. нац. ун-т ім. Тараса Шевченка. К.: ВПЦ Київський університет, 2005. 378 с.
- Історична думка в Україні ХІХ — початку ХХ століття. К.: Академія, 1997. 175 с.

### Підручники і навчальні посібники
- Всесвітня історія: навч. посібник. 2-ге вид., стер. Київ: Знання, 2014. 895c.(у співавторстві з Б. М. Гончаром, А. Г. Слюсаренко та ін.)
- Всесвітня історія. Навчальний посібник. К., 2009. (співавт.)
- Всесвітня історія. Новітній період (1945—1997). Посібник для 11 класу середніх шкіл та гімназій. К., 1998. 256 с. (у співавторстві з С. Ф. Пивоваром).
- Всесвітня історія. Новітній період (1900—1945). Посібник для 10 класу середніх шкіл та гімназій. К., 1998. (співавт.)
- Всесвітня історія. Новий період (кінець 18 — початок 20 ст.). Посібник для 9 класу. Київ: Академія, 1998. 296с.(у співавторстві з С. Ф. Пивоваром, А. Г. Слюсаренко та ін.)
- Всесвітня історія ХХ століття. Посібник для старшокласників і абітурієнтів. К., 1995. 248 с. (у співавторстві з С. Ф. Пивоваром, Я. М. Серіщевим та ін.)

### Редагування, автор передмов та коментарів
- Історія та історіографія в Європі. Вип.6: Ідеології та практики націоналізму та ксенофобії у Східній Європі. К., 2019.
- Історія та історіографія в Європі. Вип.5: Україна в ХХ-ХХІ століттях: на шляху гідності і свободи. К., 2016.
- Історична семантологія в німецькій традиції соціальної історії // Козеллек Р. Минуле майбутнє: про семантику історичного часу. К.: Дух і літера, 2005. С.14.
- «Теорія можливих історій» Райнгарта Козеллека: традиція та інновація // Козеллек Р. Часові пласти: дослідження з теорії історії. Київ: Дух і літера, 2006. С.18.
- Образ історії України Андреаса Каппелера // Каппелер А. Мала історія України. Київ, 2007. С.256-261.
- Історія та історіографія в Європі. Вип.4: Німецько-французькі та українсько-польські взаємини у ХХ столітті. К., 2006.
- Історія та історіографія в Європі. Вип.3: Історична наука як засіб політичної легітимації в Німеччині та в Україні у ХХ столітті. К., 2004.
- Історія та історіографія в Європі. Вип. 1-2. К., 2003.
- 150 років розвитку вітчизняної історичної науки в Київському університеті: Матеріали Республіканської науково-практичної конференції: Київ, 20-21 жовтня 1992 р. Київський ун-т ім. Тараса Шевченка; Ред.кол.: Я. М. Серіщев (відп. ред.), В. М. Мордвінцев, С. П. Стельмах, О. Ю. Комаренко, О. О. Тарасенко. Київ: [Б.в.],1993. 190 с.

### Наукові статті
- Imperialismus, Nationalismus, Fremdenfeindlichkeit und Toleranz in Osteuropa im 20. und 21. Jahrhundert. Leibniz-Institut für Ost- und Südosteuropaforschung. Jahresberich. 2019. Regensburg. 2020. S.68. (Німецькою мовою).
- Concept of an «Ideal Europe» in the Philosophical Discourse during World War I (1914—1918): British Rationalism versus German «Individualism». Future Human Image, Volume 13, 2020, p.94-101 (у співавторстві з С. В. Котовою).
- Націоналізм і транснаціональний раціоналізм Георга Зіммеля. Universum of History and Archeology. Універсум історії та археології. Дніпро, 2020. Т.4 (29). С.15-25.
- Nationalism and the formation of German historical science in the 19 th — beginning of the the 20 th century. Norwegian Journal of development of the International Science. № 41. 2020, p.26-31.
- «Crisis of culture» in the philosophical discourse during the First World War (1914—1918). The scientific heritage. 2020. № 3(51). р.66-71. (у співавторстві з С. В. Котовою).
- Problems of national integration in German liberal historiography. Annali d'Italia, 2020. № 3(10), p.41-45.
- Історія як засіб пропаганди: британська та німецька історіографії періоду Першої світової війни. Український історичний журнал. 2019. № 4. С.135-156. (у співавторстві з С. В. Котовою).
- Kappeler A. Ungleiche Brüder: Russen und Ukrainer. Vom Mittelaltern bis zur Gegenwart. Український історичний журнал. 2019. № 3. С. 200—216. (у співавторстві з Ю. І. Шаповалом).
- Ідеології і практики націоналізму та ксенофобії у Східній Європі. Історія та історіографія в Європі. 2019. Вип.6. С.5-10.
- Революція 1917 року в «центрі» і «периферії». Історія та історіографія в Європі. 2019. Вип.6. С.134-138.
- Роль соціального контексту в історії історіографії (на прикладі німецької історичної науки ХІХ століття). Вісник Дніпропетровського університету. Серія: Історія та Археологія. 2017. Т.25., Вип.1. С. 166—174
- «Націоналізм, ксенофобія і толерантність у Східній Європі: витоки, ідеологія, соціальна структура». Міжнародний науковий семінар, Київський національний університет імені Тараса Шевченка, 16 жовтня 2018 року. Європейські історичні студії. 2018. № 11. С. 282—291. (у співавторстві з С. В. Котовою).
- «Історична культура» в сучасних зарубіжних та вітчизняному історіографічних дискурсах. Вісник Київського національного університету імені Тараса Шевченка. Серія: Історія. 2014. № 4 (122). С. 48-51 (у співавторстві з С. В. Котовою).
- Формування «образу ворога» в російській публіцистиці 1914—1915 рр. (на прикладі журналу «Русская мысль»). Вісник Київського національного університету імені Тараса Шевченка. Серія: Історія. 2014. № 3 (121). С.35-38 (у співавторстві з С. В. Котовою).
- «Eine Wiedergeburt des Historismus?»: Theoretische Probleme der historischen Wissenschaften des 19 Jahrhunderts in der aktuellen ausländischen Historiographie, in: Geschichte und Geschichtsschreibung in Europa. Band 4: Deutsch-französische und ukrainisch-polnische Beziehungen im 20. Jahrhundert im historischen Vergleich. Kyiv, 2006. S.116-136 (Німецькою мовою).
- Теорія історії Райнгарта Козеллека: традиції та інновації освоєння світу історії. Ейдос. 2006. № 2. С.68-86.
- Інтеґраційні процеси в європейській історичній науці наприкінці XIX — на початку XX ст. Український історичний журнал. 2005. № 5. С.28-39.
- «Von der Isolation zur Integration». Deutsche Universitäten und die Universitäsgemeinschaft in Berichten von Gelehrten der Kiever Universität in der zweiten Hälfte des 19. bis zum Beginn des 20. Jahrhunderts. Hartmut Rdiger Peter, Natalia Tikhonov (Hrsg.) Universitten als Brcken in Europa. Frankfurt/Main-Berlin-Bern u.a., 2003. S.299-310 (Німецькою мовою).
- Інтернаціональна наука і національна культура: Європейські університети й академічне співтовариство в оцінках вчених Київського університету (друга половина ХІХ — початок ХХ ст.). Київська старовина. 2003. № 1. С.65-73.
- Соціальна історія в Україні: витоки і традиції світоглядно-інтерпретаційної парадигми (ХІХ — початок ХХ ст.). Історія та історіографія в Європі. Вип. 1-2. 2003. С.81-93.
- Українська історіографія в міжнародному порівнянні (спільний українсько-німецький проект). Соціум. Альманах соціальної історії. Вип.1. К., 2002. С. 245—247 (у співавторстві з Г. Хаусманном).
- У пошуках утраченої правди: теоретичні дискусії в сучасній українській історіографії. Вісник Київського національного університету імені Тараса Шевченка. Історія. Вип. 63-64. 2002. С.12-14.
- Hochschullehrer und Studenten aus der Ukraine in deutschen Universitäten am Ende des 19. und Anfang des 20. Jahrhundert. Hartmut Rüdiger Peter (Hrsg.). «Schnorrer, Verschwöre, Bombenwerfer?» Studenten aus dem Russischen Reich an deutschen Universitten vor dem 1. Weltkrieg, Frankfurt/Main-Berlin-Bern u.a., 2001. S. 143—153. (Німецькою мовою)
- Die Entstehung der Professorenkorporation an der Universitä Kiev (1834—1917). Jahrbuch für Universitätsgeschichte. Bd. 4 2001. S.146-160. (Німецькою мовою)
- Михайло Драгоманов — історик і громадський діяч. Історичний календар. 2001. К.,2001. С. 349—351.
- Становлення історичної науки в Україні у першій половині ХІХ століття. Наукові записки Києво-Могилянської Академії. Історичні науки. Т.19.2001. С.53-58.
- Участь істориків України в міжнародній методологічній дискусії наприкінці ХІХ — на початку ХХ століття. Український історичний збірник. 2000. К.: Інститут історії України НАН України, 2000. С.203-219.
- Теоретичні новації у вітчизняній історіографії другої половини ХІХ століття. Наукові записки Національного університету «Києво-Могилянська Академія». Т.18. Історичні науки. 2000. С.63-69.
- Становлення професорської корпорації в Харківському університеті на початку ХІХ століття. Вісник Київського національного університету імені Тараса Шевченка. Історія. Вип.47. 2000. С.59-62.
- Професорська корпорація Київського університету в ХІХ — на початку ХХ століття: спроба створення колективного портрету. Вісник Київського національного університету імені Тараса Шевченка. Історія. Вип. 46. 2000. С.5-10.
- Міжнародні зв'язки істориків України у другій половині ХІХ століття. Вісник Київського національного університету. Серія: Історія. 1998. Вип. 38. С.3-9.
- Давня історія слов'ян в історичній концепції М. Петрова. Вісник Київського університету імені Тараса Шевченка. Історія. Вип.37. 1998. С.68-73
- Богдан Кістяківський і історична наука. Київська старовина. 1997. № 1/2. С.28-39
- Універсально-історична концепція М. Луніна. Вісник Київського університету. Історія. Вип.36. 1997. С.12-22
- Парадигми історичної думки у ХХ столітті. Політична думка. 1997. № 4 С.153-169.
- Історія. Київський університет імені Тараса Шевченка. Сторінки історії і сьогодення. К., 1994. С.96-108. (у співавторстві з А. Г. Слюсаренко)
- Київський університет у спогадах сучасників (1834—1917). 150 років розвитку історичної науки в Київському університеті. К., 1993. С.22-26.

### Статті в Енциклопедії історії України
- Цих Володимир Францевич // Енциклопедія історії України: [в 10 т.] К.: Наукова думка, 2013. Т.10. С.480.
- Пізнання історичне // Енциклопедія історії України: [в 10 т.] К.: Наукова думка, 2011. Т.8. С.250-254.
- Позитивізм в історичній науці // Енциклопедія історії України: [в 10 т.] К.: Наукова думка, 2011. Т.8. С.312-314.
- Петров Михайло Назарович // Енциклопедія історії України: [в 10 т.] К.: Наукова думка, 2011. Т.8. С.192-193.
- Ранке Леопольд // Енциклопедія історії України: [в 10 т.] К.: Наукова думка, 2012. Т.9. С.134-135.
- Лунін Михайло Михайлович // Енциклопедія історії України: [в 10 т.] К.: Наукова думка, 2009. Т.6. С.302-303.
- Методологія історії // Енциклопедія історії України: [в 10 т.] К.: Наукова думка, 2009. Т.6. С.621-627.
- Загальна історія, як термін // Енциклопедія історії України: [в 10 т.] К.: Наукова думка, 2005. Т.3. С.190.
- Історія понять // Енциклопедія історії України: [в 10 т.] К.: Наукова думка, 2005. Т.3. С.620.
- Історія культур пам'яті // Енциклопедія історії України: [в 10 т.] К.: Наукова думка, 2005. Т.3. С.601-602.
- Історична наука // Енциклопедія історії України: [в 10 т.] К.: Наукова думка, 2005. Т.3. С.562-566.
- Історизм // Енциклопедія історії України: [в 10 т.] К.: Наукова думка, 2005. Т. 3. С.548-549.
- Інституціоналізація історичної науки // Енциклопедія історії України: [в 10 т.] К.: Наукова думка, 2005. Т.3. С.504-507.

## Публікації про
- Мельничук О. П. Стельмах Сергій Петрович [Архівовано 26 грудня 2016 у Wayback Machine.] Енциклопедія історії України: [в 10 т.] К.: Наукова думка, 2012. Т. 9.  С. 845.
- Крупин В. О. Стельмах Сергій Петрович. Українські історики. Бібліографічний довідник. Випуск 3: Українські історики. К.: Інститут історії України НАН України, 2010.  С. 264—265.
- Мордвінцев В. М. Стельмах Сергій Петрович. Енциклопедія Київського університету  [Архівовано 4 березня 2016 у Wayback Machine.]
- Історичний факультет Київського національного університету імені Тараса Шевченка: Минуле й сьогодення (1834—2004). К., 2004
- Українські історики. Біобібліографічний довідник, Вип. 3. К., 2010